# Alchemilla rizensis
Alchemilla rizensis é uma espécie de rosácea do gênero Alchemilla, pertencente à família Rosaceae.